# Smittoidea microoecia
Smittoidea microoecia is een mosdiertjessoort uit de familie van de Smittinidae. De wetenschappelijke naam van de soort is voor het eerst geldig gepubliceerd in 1994 door Hayward.